# West Devon
West Devon es un distrito del gobierno local y la ciudad en Devon, Inglaterra. Ciudades en el distrito incluyen Chagford, Okehampton, Princetown, y Tavistock, en el que se basa el consejo.
El distrito se formó el 1 de abril de 1974, bajo la Ley de Gobierno Local de 1972, como una fusión de la ciudad anteriores municipales de Okehampton, Okehampton Rural del Distrito, y Tavistock Distrito Rural.
- Datos: Q370814
- Multimedia: Borough of West Devon / Q370814